# M. E. Walshe & Sons
M. E. Walshe & Sons war ein US-amerikanisches Unternehmen im Bereich der Elektrotechnik. Eine andere Quelle nennt die Firmierung M. E. Walsche & Sons.

## Unternehmensgeschichte
Das Unternehmen hatte den Sitz in Syracuse im US-Bundesstaat New York. 1899 begann John M. Walshe, einer der Söhne, mit der Produktion von Automobilen. Der Markenname lautete Walshe. 1900 endete die Fahrzeugproduktion.

## Fahrzeuge
Im Angebot standen ausschließlich Elektroautos. Fahrgestell, Elektromotor und Batterien wurden selber hergestellt. Die Karosserien wurden von der Cortland Wagon Company angefertigt. Der Aufbau war ein Runabout. Der Neupreis betrug 500 US-Dollar. Als Reichweite waren 128 km angegeben, was eine Quelle als etwas übertrieben darstellt.